# Cross-Default-Klausel
Die Cross-Default-Klausel ist eine Vereinbarung in Form einer Klausel in Kreditverträgen oder Anleihebedingungen, wonach eine Vertragsstörung bereits eintreten soll, wenn der Schuldner im Verhältnis zu anderen Gläubigern vertragsbrüchig wird, ohne dass der die Klausel beinhaltende Vertrag verletzt worden ist.

## Allgemeines
Die Cross-Default-Klausel (deutsch Drittverzugsklausel) ist eine Sonderform der Weigerung des Kreditnehmers, zukünftig einer vertraglichen Verpflichtung nachzukommen (englisch repudiation).
Die einfache Default-Klausel räumt in internationalen Kreditverträgen (Konsortialkredit) oder Anleihebedingungen dem Gläubiger das Recht ein, den Anleihe- oder Kreditbetrag sofort fällig stellen zu dürfen, sobald beim Schuldner bestimmte Verzugsgründe (Schuldnerverzug) vorliegen. Fehlt es jedoch an Verzugsgründen aus den Anleihebedingungen oder dem Kreditvertrag, so ist eine Anleihe- oder Kreditkündigung nicht möglich, auch wenn der Schuldner in anderen Vertragsverhältnissen vertragsbrüchig geworden ist. Erst mit Hilfe der Cross-default-Klausel ergibt sich eine Kündigungsmöglichkeit, sodass sich durch diese Klausel Vertragsstörungen bei anderen Vertragsverhältnissen auch auf den betroffenen Kreditvertrag auswirken.

## Inhalt
Eine Cross-Default-Klausel regelt, dass eine Vertragsstörung selbst dann eintritt, wenn zwar die Pflichten aus dem eigenen Kreditvertrag nicht verletzt werden, der Kreditnehmer jedoch im Verhältnis zu dritten Gläubigern vertragsbrüchig wird. Die Klausel zielt auf einen Zeitgewinn bei der Durchsetzung eigener Rechte ab. Die Vereinbarung einer Cross-Default-Klausel ermöglicht das Weglassen anderer Klauseln (etwa financial covenants) oder einzelner Verzugsgründe im Rahmen der Default-Klausel, weil eine Fälligstellung erfolgen darf, wenn andere Gläubiger aufgrund eigener umfassender Klauseln oder Verzugsgründe kündigen mussten. Es genügt mithin, wenn sich der Gläubiger auf die Cross-Default-Klausel konzentriert und anderen Gläubigern in ihren Verträgen die Konkretisierung der übrigen Default-Klauseln überlässt. 

## Gleichbehandlung
Sie hat die potenzielle Gleichbehandlung aller Gläubiger zum Ziel. Die Cross default-Klausel eröffnet den Gläubigern nämlich die Möglichkeit, an Umschuldungsverhandlungen mit anderen ungesicherten Gläubigern gleichrangig teilzunehmen. Zudem verhindert sie, dass der Schuldner einseitig die Tilgungsrangfolge bei mehreren Gläubigern ändert. Kürzt oder verzögert nämlich der Schuldner vertragswidrig die Zins- und/oder Tilgungszahlungen bei anderen Gläubigern, so löst dies automatisch ein Kündigungsrecht bei allen Verträgen mit Cross-default-Klausel aus, selbst wenn diese vertragsgemäß bedient werden. Sie knüpft insofern inhaltlich an die „Pari-passu-Klausel“ (Gleichrangerklärung) an.

## Nachteile
Ein wesentlicher Nachteil der Klausel besteht jedoch darin, dass durch die Fälligstellung eines einzigen Kredites alle anderen Verbindlichkeiten des Kreditnehmers (sofern sie die Cross-Default-Klausel enthalten) ebenfalls fällig werden, und über diesen Ansteckungseffekt eine Unternehmenskrise beim Kreditnehmer ausgelöst werden kann. Um dies zu vermeiden, können derartige Klauseln mit einem Schwellenbetrag (englisch „threshold amount“) verbunden werden, sodass ein Kündigungsrecht nach der „Cross default-Klausel“ erst bei Überschreitung dieses Schwellenbetrags ausgelöst wird. Durch die weitgehende Intransparenz insbesondere auf dem Kreditmarkt sind die Gläubiger wohl überwiegend darauf angewiesen, dass ihre Kreditnehmer sie über die Fälligstellung anderer Kredite auch tatsächlich informieren. Diese Informationspflicht des Schuldners ergibt sich etwa aus den Vertragsklauseln über die wesentliche Verschlechterung der Vermögensverhältnisse (englisch „material adverse change“) oder der Zusicherungen (englisch „representations and warranties“).

## Rechtsanwendung
Die Cross-Default-Klausel gehört zum Standard der Musterverträge der LMA. Derartige Klauseln stammen aus dem anglo-amerikanischen Recht und sind in dieser Form dem deutschen Recht unbekannt. Wegen kollidierender Rechtsnormen muss deshalb bei der Geltung deutschen Rechts auf derartige Klauseln verzichtet werden oder umgekehrt darf bei Vereinbarung dieser Klauseln nicht deutsches Recht zugrunde gelegt werden.